# Magda Gatter
Magda Gatter, geborene Magda Weber, (* 4. September 1915 in Barcelona; † 2. Dezember 2007 in Bergisch Gladbach) war eine deutsche Rundfunkjournalistin und Philanthropin.

## Leben
Magda Gatter war Tochter des Wuppertaler Malers Otto Friedrich Weber und studierte vor dem Zweiten Weltkrieg in München Kunstgeschichte und Zeichnen in der Zeichenklasse von Olaf Gulbransson. Sie heiratete Jan Koelmann, der im Zweiten Weltkrieg fiel.
1945 zog Magda Gatter nach Aachen, wo sie Dozentin an der ersten, von Leo Hilberath mit Unterstützung der britischen Besatzungsmacht gegründeten Journalistenschule in Nachkriegsdeutschland wurde. Zugleich arbeitete sie als Journalistin für die Aachener Nachrichten. In dieser Zeit heiratete sie den Journalisten Ludwig Gatter, der ebenfalls für die Aachener Nachrichten schrieb und Mitte der 1950er-Jahre als Feuilletonchef der Kölnischen Rundschau nach Köln übersiedelte.
Nach dem Tod ihres zweiten Ehemanns im April 1957 wandte sich Magda Gatter dem Rundfunk zu und war eine der ersten Rundfunkjournalistinnen des Westdeutschen Rundfunks Köln, für den sie beispielsweise die Soziologin und Mit-Dozentin an der Journalistenschule Hanna Meuter interviewte.
1962 bis 1980 leitete sie den WDR-Frauenfunk und die Redaktionsgruppe Familie und Gesellschaft. Verantwortlich war sie u. a. für das bekannte WDR-2-Magazin Daheim und unterwegs. 1963 erregte ihre Glosse Hilfe, ich bin eine Heldenmutter bundesweit Aufsehen. Darin hatte sie jungen Bundeswehrsoldaten Tipps zur Selbstverteidigung gegen rabiate Ausbilder gegeben – ausgehend von den Erfahrungen ihrer vier Söhne und Stiefsöhne, darunter Peter Gatter, die damals alle bei der Bundeswehr waren. Verteidigungsminister Kai-Uwe von Hassel verglich die Glosse in einem Brief, der in der Bundeswehr verlesen wurde, mit „sowjetzonaler Zersetzungspropaganda“. 1971 konzipierte sie gemeinsam mit Gerda Hollunder die Frauensendung Dampftopf, in der es um die Rolle von Frauen in Arbeitswelt, Gesellschaft und Politik ging.
Nach ihrer Pensionierung betrieb sie vier Jahre lang in einem Bauernhaus bei Overath eine private Herberge für sozial Schwache, danach mit ihrem Lebensgefährten Wolfgang Kondruss in Bergisch Gladbach eine private Hilfseinrichtung für jüdische Aussiedler aus der Sowjetunion bzw. Russland.

## Familie
Magda Gatter war in zweiter Ehe mit dem Journalisten Ludwig Gatter (1919–1957) verheiratet und war Stiefmutter von Peter Gatter.